# Carry-le-Rouet
Carry-le-Rouet är en kommun i departementet Bouches-du-Rhône i regionen Provence-Alpes-Côte d'Azur i sydöstra Frankrike. Kommunen ligger  i kantonen Châteauneuf-Côte-Bleue som ligger i arrondissementet Marseille. År 2022 hade Carry-le-Rouet 5 717 invånare.

## Befolkningsutveckling
Antalet invånare i kommunen Carry-le-Rouet
Referens:INSEE